# Dreamin' of Love
"Dreamin' of Love" (em português:  Sonhando com o Amor) é o segundo single do álbum Party Your Body, lançado pelo cantor de freestyle Stevie B em 1988. Fo a primeira canção lançada por Stevie B a entrar na Billboard Hot 100, alcançando a posição de número #80 na parada. Também foi a primeira canção de Stevie B a ter seu próprio videoclipe, gravado em uma igreja abandonada na cidade de Nova Iorque.

## Faixas
E.U.A. 12" Single
| N.º | Título                     | Duração |  |
| 1.  | "Dreamin' of Love" (Vocal) | 5:03    |  |
| 2.  | "Dreamin' of Love" (Dub)   | 4:34    |  |

## Posições nas paradas musicais
| Parada musical (1988)                               | Melhor posição |
| --------------------------------------------------- | -------------- |
| Estados Unidos - Billboard Hot 100                  | 80             |
| Estados Unidos - Hot Dance Music/Club Play          | 21             |
| Estados Unidos - Hot Dance Music/Maxi-Singles Sales | 8              |